# Força Aèria Brasilera
La Força Aèria Brasilera (portuguès: Força Aérea Brasileira, abreujada com FAB) és la branca aèria de les Forces Armades del Brasil i un dels tres serveis militars nacionals del Brasil. Aquesta és la força aèria més gran d'Amèrica Llatina en contingent, nombre d'avions, i potència de foc.

## Història
L'any 1939, a l'inici de la Segona Guerra Mundial, la forma com s'exercien els combats en mar i terra van sorprendre i van desvetllar la falta de preparació de les forces armades brasileres per afrontar les exigències d'un conflicte d'aquesta magnitud. Sumant-se a aquestes les manques materials típiques d'un país amb insuficients recursos financers, existia encara tota una organització militar estructurada en blocs de la Primera Guerra Mundial. Era necessari un canvi.
El debat entorn de la creació d'una única Força Aèria, reemplaçant a les ja existents aviacions de l'Exèrcit i de l'Armada brasilera, així com la creació d'un ministeri exclusiu per administrar l'aviació brasilera, això va venir ocorrent des d'inicis dels anys 1930, la guerra a Europa va acabar per reforçar aquesta tendència, consolidant la idea que era necessari centralitzar els mitjans aeris del país.
El desaprofitament i els problemes sorgits a causa d'una administració separada de múltiples aviacions, militars i civils, es van constituir en un dels principals arguments en favor de la creació del Ministeri de l'Aire. Després d'un ampli debat i campanyes en la premsa, Getúlio Vargas, el 20 de gener de 1941, es va subscriure el Decret 2961, creant el Ministeri de l'Aeronàutica (que el seu primer titular va ser Joaquim Pedro Salgado Filho) i es va fer la fusió de les forces aèries de l'Exèrcit i de la Marina en una sola corporació, denominada Forces Aèries Nacionals. Poc temps després, al maig de 1941, un nou decret va canviar el nom de la nounada força aèria per Força Aèria Brasilera (FAB), nom que roman fins al dia d'avui.
La Força Aèria Brasilera va tenir el seu baptisme de foc durant la Segona Guerra Mundial participant en la guerra antisubmarina a l'Atlàntic Sud, i a Europa, com a integrant de la Força Expedicionària Brasilera que va lluitar al costat dels Aliats de la Segona Guerra Mundial en el front italià. Van ser enviades dues unitats aèries de la FAB a Itàlia, el 1º Grup d'Aviació de Caça, i la Primera Esquadrilla.
El 9 de novembre de 2003, va ser inaugurat a Pianoro, a Itàlia, en el districte Livergnano, una placa en homenatge al 2° Tinent d'aviació John Richardson Cordeiro i Silva, primer pilot de la FAB, abatut en combat, i a tots els altres integrants de la Força Aèria que van estar lluitant a Itàlia durant la Segona Guerra Mundial. La placa va ser agregada al monument ja existent en homenatge als que van morir combatent el feixisme en la guerra. La localitat de Livergnano va ser escollida per haver estat el lloc on l'aeronau de caça del Tinent Cordeiro, un P-47 Thunderbolt, va ser abatuda el 6 de novembre de 1944, per la temuda Flak, una bateria antiaèria alemanya, al tornar d'una missió de combat al nord d'Itàlia.

## Organització i estructura
El comandament militar de la força aèria és exercit pel Comandament d'Aeronàutica - COMAER, al qual estan subordinats els quatre Comandaments-Generals, dos Departaments, i altres òrgans relacionats amb el funcionament, i amb l'administració de l'aviació brasilera, tant civil com a militar, i la recerca, i el desenvolupament aeroespacial.
Els quatre Comandaments Generals són:
- Comandament-General d'Operacions Aèries
- Comandament-General de Suport
- Comandament-General de Personal
- Comandament-General de Tecnologia Aeroespacial

Els dos Departaments són:
- Departament de Control d'Espai Aeri
- Departament d'Instrucció Aeronàutica

### Comandament d'Operacions Aèries - COMGAR
És un Comandament d'Operacions Aèries (COMGAR) al qual estan subordinades les unitats aèries, bases aèries i òrgans propers. El COMGAR és el braç armat de la Força Aèria Brasilera.
En l'estructura del COMGAR, les unitats aèries són agrupades en quatre forces aèries:
- 1a Força Aèria I FA, amb seu a la ciutat de Natal. Engloba les unitats de preparació avançada de pilots de la FAB.
- 2a Força Aèria II FA, amb seu a la ciutat de Rio de Janeiro. Engloba les unitats d'ales rotatives (helicòpters) i les unitats de recerca i salvament, patrulla marítima, i suport a l'Armada brasilera.
- 3a Força Aèria III FA, amb seu a la ciutat de Gamma, en el DF. Coordina i administra l'ocupació de les unitats aèries d'aplicació estratègica i tàctica, així com les de defensa aèria.
- 5a Força Aèria V FA, amb seu a la ciutat de Rio de Janeiro. És responsable de les unitats de transport, reabastiment de vols (REVO), llançament de paracaigudistes i suport a les unitats de l'Exèrcit.

Les unitats aèries són les organitzacions militars que reuneixen els mitjans operacionals de força. Cada unitat posseeix una funció específica, més enllà de les aeronaus, personal i instal·lacions que assegurin el seu funcionament.
Les bases aèries, al seu torn, estan organitzades a través d'una divisió regional del territori brasiler, on cada regió (d'un total de set) queda subordinada a un Comando Aeri Regional (COMAR). Són els següents:
- I COMAR, amb seu en Belém és la jurisdicció dels estats de Pará, Amapá i Maranhão.
- II COMAR, amb seu en Recife és la jurisdicció dels estats de Piauí, Ceará, Rio Grande do Norte, Paraíba, Pernambuco, Alagoas, Sergipe i Badia.
- III COMAR, amb seu a Rio de Janeiro és jurisdicció dels estats de Rio de Janeiro, Minas Gerais i Espírito Sant0.
- IV COMAR, amb seu en São Paulo és la jurisdicció dels estats de São Paulo i Mato Grosso do Sul.
- V COMAR, amb seu en Canoas és la jurisdicció dels estats de Rio Grande do Sul, Santa Catarina i Paranà.
- VI COMAR, amb seu en Brasília és la jurisdicció del Districte Federal i els estats de Goiás, Mato Grosso i Tocantins.
- VII COMAR, amb seu en Manaus és la jurisdicció dels estats d'Amazones, Roraima, Acre i Rondônia.

## Efectius
Des de 1982 va ser permès a les dones a ingressar a l'Aeronàutica. Al març de 2007, la Força Aèria Brasilera comptava amb 73.110 efectius, sent 65.610 militars i 7500 civils.
Els efectius militars eren distribuïts de la següent manera:
61.067 homes (93,08%)
4.453 dones (6,92%)
Oficials: 8864 (13,51%)
Suboficials i Sergents: 25.472 (38,82%)
Caps, Soldats: 31.274 (47,67%)
No va ser divulgat el nombre d'alumnes;
Efectius totals de funcionaris civils: 7.500

## Material Aeri disponible
La Força Aèria Brasilera està travessant per una profunda reformulació dels seus mitjans aeris. Aeronaus antigues amb alt cost de manteniment i poc eficaços estan sent lenta i gradualment substituïdes per aeronaus modernes i optimitzades per a la seva funció.
Les compres i programes més importants ja realitzades són les següents:
- Programa ALX - 99 aeronaus Super Tucano en procés de lliurament.
- Programa F-5BR - modernització dels caces F-5.
- Programa CL-X - compra de 12 aeronaus CASA C-295.
- Programa P-X - compra i modernització, encara en procés, d'aeronaus P-3 per a la patrulla marítima.
- Compra de 12 caces Dassault Mirage 2000 comprats de forma interina a l'espera del rellançament del programa F-X, les primeres unitats ja s'estan lliurant.
- Compra d'un nou avió presidencial, ja lliurat.
- Programa FX-2 - compra de 36 caces Saab 39 Gripen.
- Programa KC-X2 - compra de 3 avions Israel Aerospace Industries Boeing KC-767.
- Compra de 3 avions CASA C-295 SAR (Search and rescue).

## Aeronaus militars

### Aeronaus de caça
| Embraer F-5EM/FM    | Embraer F-5EM/FM                                              |
| ------------------- | ------------------------------------------------------------- |
|                     | \| Missió: \| Avió de caça \| \| Aeronaus en servei: \| 46 \| |
| Missió:             | Avió de caça                                                  |
| Aeronaus en servei: | 46                                                            |

### Aeronaus d'atac
| AMX International AMX | AMX International AMX                                                |
| --------------------- | -------------------------------------------------------------------- |
|                       | \| Missió: \| Avió d'atac a terra \| \| Aeronaus en servei: \| 53 \| |
| Missió:               | Avió d'atac a terra                                                  |
| Aeronaus en servei:   | 53                                                                   |

| Embraer EMB 314 Super Tucano | Embraer EMB 314 Super Tucano                                        |
| ---------------------------- | ------------------------------------------------------------------- |
|                              | \| Missió: \| Avió d'entrenament \| \| Aeronaus en servei: \| 99 \| |
| Missió:                      | Avió d'entrenament                                                  |
| Aeronaus en servei:          | 99                                                                  |

### Aeronaus d'entrenament
| Embraer EMB 312 Tucano | Embraer EMB 312 Tucano                                               |
| ---------------------- | -------------------------------------------------------------------- |
|                        | \| Missió: \| Avió d'entrenament \| \| Aeronaus en servei: \| 105 \| |
| Missió:                | Avió d'entrenament                                                   |
| Aeronaus en servei:    | 105                                                                  |

| Embraer EMB 202 Ipanema | Embraer EMB 202 Ipanema                                            |
| ----------------------- | ------------------------------------------------------------------ |
|                         | \| Missió: \| Avió d'entrenament \| \| Aeronaus en servei: \| 4 \| |
| Missió:                 | Avió d'entrenament                                                 |
| Aeronaus en servei:     | 4                                                                  |

### Aeronaus de transport
| Lockheed C-130 Hercules | Lockheed C-130 Hercules                                                    |
| ----------------------- | -------------------------------------------------------------------------- |
|                         | \| Missió: \| Avió de transport militar \| \| Aeronaus en servei: \| 21 \| |
| Missió:                 | Avió de transport militar                                                  |
| Aeronaus en servei:     | 21                                                                         |

| CASA C-295          | CASA C-295                                                                 |
| ------------------- | -------------------------------------------------------------------------- |
|                     | \| Missió: \| Avió de transport militar \| \| Aeronaus en servei: \| 12 \| |
| Missió:             | Avió de transport militar                                                  |
| Aeronaus en servei: | 12                                                                         |

| Embraer ERJ 145     | Embraer ERJ 145                                                          |
| ------------------- | ------------------------------------------------------------------------ |
|                     | \| Missió: \| Transport de passatgers \| \| Aeronaus en servei: \| 11 \| |
| Missió:             | Transport de passatgers                                                  |
| Aeronaus en servei: | 11                                                                       |

| Embraer EMB 120 Brasilia | Embraer EMB 120 Brasilia                                                 |
| ------------------------ | ------------------------------------------------------------------------ |
|                          | \| Missió: \| Transport de passatgers \| \| Aeronaus en servei: \| 17 \| |
| Missió:                  | Transport de passatgers                                                  |
| Aeronaus en servei:      | 17                                                                       |

| Embraer EMB 110 Bandeirante | Embraer EMB 110 Bandeirante                                              |
| --------------------------- | ------------------------------------------------------------------------ |
|                             | \| Missió: \| Transport de passatgers \| \| Aeronaus en servei: \| 80 \| |
| Missió:                     | Transport de passatgers                                                  |
| Aeronaus en servei:         | 80                                                                       |

| Airbus A319         | Airbus A319                                                       |
| ------------------- | ----------------------------------------------------------------- |
|                     | \| Missió: \| Avió presidencial \| \| Aeronaus en servei: \| 1 \| |
| Missió:             | Avió presidencial                                                 |
| Aeronaus en servei: | 1                                                                 |

| Embraer 190         | Embraer 190                                                       |
| ------------------- | ----------------------------------------------------------------- |
|                     | \| Missió: \| Avió presidencial \| \| Aeronaus en servei: \| 2 \| |
| Missió:             | Avió presidencial                                                 |
| Aeronaus en servei: | 2                                                                 |

### Aeronaus de vigilància
| Embraer R-99        | Embraer R-99                                                          |
| ------------------- | --------------------------------------------------------------------- |
|                     | \| Missió: \| Alerta i control aeri \| \| Aeronaus en servei: \| 8 \| |
| Missió:             | Alerta i control aeri                                                 |
| Aeronaus en servei: | 8                                                                     |

| Lockheed P-3 Orion  | Lockheed P-3 Orion                                                         |
| ------------------- | -------------------------------------------------------------------------- |
|                     | \| Missió: \| Avió de patrulla marítima \| \| Aeronaus en servei: \| 12 \| |
| Missió:             | Avió de patrulla marítima                                                  |
| Aeronaus en servei: | 12                                                                         |

### Aeronaus de reconeixement
| Learjet 35          | Learjet 35                                                            |
| ------------------- | --------------------------------------------------------------------- |
|                     | \| Missió: \| Avió de reconeixement \| \| Aeronaus en servei: \| 3 \| |
| Missió:             | Avió de reconeixement                                                 |
| Aeronaus en servei: | 3                                                                     |

| Elbit Hermes 450    | Elbit Hermes 450                                                         |
| ------------------- | ------------------------------------------------------------------------ |
|                     | \| Missió: \| Vehicle aeri no tripulat \| \| Aeronaus en servei: \| 4 \| |
| Missió:             | Vehicle aeri no tripulat                                                 |
| Aeronaus en servei: | 4                                                                        |

### Helicòpters
| Helibras H225M Super Puma | Helibras H225M Super Puma                                  |
| ------------------------- | ---------------------------------------------------------- |
|                           | \| Missió: \| Helicòpter \| \| Aeronaus en servei: \| 9 \| |
| Missió:                   | Helicòpter                                                 |
| Aeronaus en servei:       | 9                                                          |

| Helibras HB350B Esquilo | Helibras HB350B Esquilo                                     |
| ----------------------- | ----------------------------------------------------------- |
|                         | \| Missió: \| Helicòpter \| \| Aeronaus en servei: \| 25 \| |
| Missió:                 | Helicòpter                                                  |
| Aeronaus en servei:     | 25                                                          |

| Sikorsky UH-60 Black Hawk | Sikorsky UH-60 Black Hawk                                   |
| ------------------------- | ----------------------------------------------------------- |
|                           | \| Missió: \| Helicòpter \| \| Aeronaus en servei: \| 16 \| |
| Missió:                   | Helicòpter                                                  |
| Aeronaus en servei:       | 16                                                          |

| Mil Mi-24 Hind      | Mil Mi-24 Hind                                              |
| ------------------- | ----------------------------------------------------------- |
|                     | \| Missió: \| Helicòpter \| \| Aeronaus en servei: \| 12 \| |
| Missió:             | Helicòpter                                                  |
| Aeronaus en servei: | 12                                                          |

| Helibras H135M      | Helibras H135M                                             |
| ------------------- | ---------------------------------------------------------- |
|                     | \| Missió: \| Helicòpter \| \| Aeronaus en servei: \| 2 \| |
| Missió:             | Helicòpter                                                 |
| Aeronaus en servei: | 2                                                          |

| Helibras AS532 Cougar | Helibras AS532 Cougar                                      |
| --------------------- | ---------------------------------------------------------- |
|                       | \| Missió: \| Helicòpter \| \| Aeronaus en servei: \| 6 \| |
| Missió:               | Helicòpter                                                 |
| Aeronaus en servei:   | 6                                                          |

## Escoles de la FAB
La Força Aèria Brasilera té les següents institucions d'ensenyament:
1. Escola Preparatòria de Cadets do Aire- EPCAr- Escola d'ensenyament mitjà llista per rebre a futurs cadets de la AFA
2. Acadèmia de la Força Aèria - AFA - Institució d'Ensenyament Superior especial que forma aviadors, Intendents i oficials d'Infanteria de la FAB
3. Institut Tecnològic d'Aeronàutica - ITA - Institució d'Ensenyament Superior que forma enginyers militars i civils en diverses especialitats.
4. Centre d'Instrucció i Adaptació d'Aeronàutica - CIAAr - Institució especialitzada a preparar civils formats en altres àrees de coneixement per integrar les FAB.
5. Escola d'Especialistes d'Aeronàutica - EEAR - Escola de preparació de Sergents especialistes d'Aeronàutica. Amb seu a la ciutat de Guratinguetá-SP. Prepara Sergents Especialistes a diverses àrees com a Control de Tràfic Aeri, Mecànica d'Aeronaus, Electrònica, Música, Infermeria, Infanteria, entre d'altres. Al final del curs que té una durada de dos anys l'alumne és promogut a Tercer Sergent d'Aeronàutica Brasilera.